# 北菲英市鎮
北菲英市鎮（丹麥語：Nordfyns Kommune）是丹麥的一個市鎮，位於中部菲英島北部，屬南丹麥大區。面積451.57平方公里，2009年人口29,651人。行政中心为博恩瑟。
2007年由博恩瑟、奧特魯普和森德斯三個市鎮合併而成，並經公民投票定名為“北菲英”。